# Anywhere for You
"Anywhere for You" là đĩa đơn được phát hành bởi ban nhạc nước Mỹ Backstreet Boys. Bài hát được phát hành năm 1997 từ album phòng thu quốc tế đầu tay của họ Backstreet Boys. Bài hát sau này cũng đã có mặt lại trong album Mỹ cùng tên phát hành sau đó Backstreet Boys. Đây là một trong những ca khúc đầu tiên mà nhóm thu âm. Bài hát được sáng tác bởi Gary Baker năm 1994 và đã được nhóm thu âm ngay sau đó.
Bài hát này có một phiên bản tiếng Tây Ban Nha, có tên "Donde Quieras Yo Iré", đã được thu âm sau đó vào năm 1995 ở Zürich, Thụy Sĩ cùng với phiên bản tiếng Tây Ban Nha của "I'll Never Break Your Heart".

## Danh sách bài hát

### CD1
1. Anywhere for You - 4:40
2. I'll Never Find Someone Like You - 4:23
3. Anywhere for You (Phiên bản Tây Ban Nha) - 4:50
4. Happy Valentine (Bonus track Tây Ban Nha)
5. We've Got It Goin' On (Marcus Mix) (Asian Bonus Track)

### CD2
1. Anywhere for You - 4:40
2. Let's Have A Party - 3:49
3. We've Got It Goin' On (Amadin Club Mix) - 6:33

### Promo
1. Anywhere for You (Edit)
2. Anywhere for You (Phiên bản LP)

## Video âm nhạc
Video âm nhạc cho "Anywhere For You" được quay tại một bãi biển ở Miami, Florida vào ngày 11 tháng 1 năm 1996.

### Charts
| Chart (1997)                     | Peak position |
| -------------------------------- | ------------- |
| Austrian Singles Chart           | 7             |
| Belgian Singles Chart (Flanders) | 20            |
| Belgian Singles Chart (Wallonie) | 8             |
| Danish Singles Chart             | 3             |
| Dutch Singles Chart              | 7             |
| German Singles Chart             | 3             |
| Irish Singles Chart              | 16            |
| Norwegian Singles Chart          | 15            |
| Swedish Singles Chart            | 18            |
| Swiss Singles Chart              | 3             |
| UK Singles Chart                 | 4             |